# Diego Farias
Diego Farias da Silva (Sorocaba, 10 maggio 1990) è un calciatore brasiliano, attaccante del São Bento.

## Carriera

### Club

#### Gli inizi, il Chievo e vari prestiti
Comincia la carriera nel Campo Grande, squadra di Rio de Janeiro. 
Approda in Italia, al Chievo, nel 2005. Compie la trafila nelle giovanili del club veneto, arrivando a militare nella formazione Primavera. Nel luglio 2009 è ceduto in prestito al Verona, in Lega Pro Prima Divisione. Debutta in campionato il 23 agosto 2009 contro il Foggia nel match terminato 0-0.
Il 7 gennaio 2011 è ceduto, sempre con la formula del prestito e sempre in Prima Divisione, al Foggia, con cui esordisce il 9 gennaio nella gara persa per 4-2 contro la Lucchese. Il 16 gennaio segna la sua prima rete con i pugliesi, contro la Virtus Lanciano, nella partita vinta dalla squadra foggiana per 5-2. Chiude l'esperienza al Foggia con un bilancio di 15 presenze e 3 reti.
Il 17 luglio dello stesso anno passa a titolo temporaneo alla Nocerina, neopromossa in Serie B, nelle cui file gioca 40 partite su 42 di campionato, mettendo a segno 5 reti.
Il 19 giugno 2012 la Nocerina esercita il diritto di riscatto sulla metà della proprietà del cartellino del giocatore, ma il 21 giugno il Chievo esercita il diritto di controriscatto, aggiudicandosi la proprietà dell'intero cartellino della punta brasiliana. L'11 luglio rinnova il contratto con i clivensi, legandosi alla squadra gialloblù per altri quattro anni con l'opzione per il quinto.
Cinque giorni dopo, il 16 luglio, passa con la formula del prestito con diritto di riscatto dell'intero cartellino al Padova assieme al compagno di squadra Pablo Granoche. Debutta con i biancoscudati il 12 agosto nel secondo turno di Coppa Italia contro il Pisa (2-2). Fa il proprio esordio in campionato il 3 settembre nella partita persa contro il Livorno (3-2). Realizza la sua prima doppietta il 23 dicembre nella partita contro lo Spezia, conclusasi con la vittoria dei veneti per 2-3. Conclude la stagione con 10 reti in 36 presenze complessive.
Il 13 agosto 2013 è ceduto in prestito oneroso con diritto di riscatto della compartecipazione dal Chievo al Sassuolo. Il 17 agosto debutta con la maglia neroverde nella partita di Coppa Italia Novara-Sassuolo (1-3 dts), segnando il gol del 3-1. Esordisce in Serie A il 25 agosto 2013 nella partita Torino-Sassuolo 2-0. A fine stagione totalizza con la maglia dei neroverdi 12 presenze e una rete, per poi fare ritorno al Chievo per fine prestito.

#### Cagliari e vari prestiti
Il 6 agosto 2014 è ceduto al Cagliari in prestito oneroso con diritto di riscatto fissato a 2 milioni di euro. Il 23 agosto esordisce ufficialmente con la maglia rossoblù al Sant'Elia nella partita contro il Catania, valida per il terzo turno di Coppa Italia. Il giocatore si rende subito protagonista, servendo prima l'assist per il gol dell'1-0 di Sau al 5º minuto, per poi siglare il gol del definitivo 2-0 al 18'. Il 9 novembre 2014 segna il suo primo gol in Serie A nella partita Cagliari-Genoa (1-1), mentre la sua prima doppietta arriva due settimane più tardi nella trasferta Napoli-Cagliari (3-3). Conclude la stagione con 8 gol in 32 partite tra campionato e Coppa Italia. Il 24 giugno 2015 è ufficializzato il riscatto della proprietà del calciatore da parte dei sardi. Il 17 maggio 2016, dopo la promozione in Serie A del club rossoblù, rinnova il suo contratto fino al giugno 2020.
Nell'estate del 2018 rinnova il proprio contratto per la terza volta con i sardi fino al giugno 2022.
Il 31 gennaio 2019, dopo 138 presenze e 33 gol con i sardi, è ceduto in prestito con obbligo di riscatto all'Empoli, altra squadra di Serie A a cui aveva segnato al 91' il gol del definitivo 2-2 solo 11 giorni prima. Debutta con i toscani il 2 febbraio nella partita interna contro il Chievo (2-2). Il 17 febbraio segna il suo primo gol con i toscani, quello del definitivo 3-0 contro il Sassuolo.
Rientrato al Cagliari, il 16 agosto 2019 è ceduto nuovamente in prestito, questa volta al Lecce, neopromosso in Serie A, con obbligo di riscatto in caso di permanenza in massima divisione del club salentino. Debutta con i giallorossi il 18 agosto nella partita di Coppa Italia vinta per 4-0 in casa contro la Salernitana. Debutta in campionato alla prima giornata di Serie A, nella partita persa al Meazza contro l'Inter (4-0), subentrando ad Andrea La Mantia al 61º minuto e rimediando un'espulsione quindici minuti più tardi. Il primo gol in maglia giallorossa, che sblocca il risultato, arriva alla terza di campionato in casa del Torino, nella gara vinta per 2-1 dai salentini. Una serie di problemi fisici lo costringe a saltare buona parte di campionato, tanto che dopo la presenza messa a referto nella partita interna contro l'Udinese, il 6 gennaio 2020, anche a causa della sospensione della stagione determinata dalla pandemia di COVID-19, Farias torna in campo non prima del 2 luglio, quando subentra nei minuti finali della gara casalinga contro la Sampdoria. Chiude la stagione con 2 reti in 18 presenze in campionato.
Il 23 settembre 2020 viene ceduto nuovamente in prestito, questa volta allo Spezia, neopromosso in Serie A. Debutta con i liguri il 27 settembre, subentrando nella gara di campionato persa all'Orogel Stadium-Dino Manuzzi di Cesena contro il Sassuolo (1-4). Segna la prima rete in maglia spezzina il 18 ottobre, nella partita pareggiata sempre a Cesena contro la Fiorentina (2-2). In maglia spezzina segna 4 gol in 28 presenze in Serie A, per poi fare ritorno al Cagliari.
Il 2 dicembre 2021, dopo essere sceso in campo in sole 4 occasioni nel campionato di Serie A 2021-2022, risolve il proprio contratto con la società sarda.

#### Benevento
Il 14 gennaio 2022 viene ingaggiato dal Benevento, con cui esordisce il 5 febbraio, nella partita pareggiata in casa (0-0) contro il Parma. Il 18 aprile, in occasione della vittoria esterna per 1-4 sul campo del Pordenone, realizza i primi gol (una doppietta) in maglia sannita.

## Statistiche

### Presenze e reti nei club
Statistiche aggiornate al 19 maggio 2023.
| Stagione         | Squadra          | Campionato       | Campionato | Campionato | Coppe nazionali | Coppe nazionali | Coppe nazionali | Coppe continentali | Coppe continentali | Coppe continentali | Altre coppe | Altre coppe | Altre coppe | Totale | Totale |
| Stagione         | Squadra          | Comp             | Pres       | Reti       | Comp            | Pres            | Reti            | Comp               | Pres               | Reti               | Comp        | Pres        | Reti        | Pres   | Reti   |
| ---------------- | ---------------- | ---------------- | ---------- | ---------- | --------------- | --------------- | --------------- | ------------------ | ------------------ | ------------------ | ----------- | ----------- | ----------- | ------ | ------ |
| 2009-2010        | Verona           | 1D               | 26         | 3          | CI+CI-LP        | 0+4             | 0+2             | -                  | -                  | -                  | -           | -           | -           | 30     | 5      |
| 2010-gen. 2011   | Chievo           | A                | 0          | 0          | CI              | 0               | 0               | -                  | -                  | -                  | -           | -           | -           | 0      | 0      |
| gen.-giu. 2011   | Foggia           | 1D               | 15         | 3          | CI-LP           | -               | -               | -                  | -                  | -                  | -           | -           | -           | 15     | 3      |
| 2011-2012        | Nocerina         | B                | 40         | 5          | CI              | 2               | 0               | -                  | -                  | -                  | -           | -           | -           | 42     | 5      |
| 2012-2013        | Padova           | B                | 34         | 10         | CI              | 2               | 0               | -                  | -                  | -                  | -           | -           | -           | 36     | 10     |
| 2013-2014        | Sassuolo         | A                | 11         | 0          | CI              | 2               | 1               | -                  | -                  | -                  | -           | -           | -           | 13     | 1      |
| 2014-2015        | Cagliari         | A                | 29         | 6          | CI              | 3               | 2               | -                  | -                  | -                  | -           | -           | -           | 32     | 8      |
| 2015-2016        | Cagliari         | B                | 34         | 14         | CI              | 3               | 0               | -                  | -                  | -                  | -           | -           | -           | 37     | 14     |
| 2016-2017        | Cagliari         | A                | 20         | 7          | CI              | 0               | 0               | -                  | -                  | -                  | -           | -           | -           | 20     | 7      |
| 2017-2018        | Cagliari         | A                | 28         | 1          | CI              | 2               | 0               | -                  | -                  | -                  | -           | -           | -           | 30     | 1      |
| 2018-gen. 2019   | Cagliari         | A                | 16         | 3          | CI              | 3               | 0               | -                  | -                  | -                  | -           | -           | -           | 19     | 3      |
| gen.-giu. 2019   | Empoli           | A                | 16         | 4          | CI              | -               | -               | -                  | -                  | -                  | -           | -           | -           | 16     | 4      |
| 2019-2020        | Lecce            | A                | 18         | 2          | CI              | 1               | 0               | -                  | -                  | -                  | -           | -           | -           | 19     | 2      |
| 2020-2021        | Spezia           | A                | 29         | 4          | CI              | 3               | 1               | -                  | -                  | -                  | -           | -           | -           | 32     | 5      |
| lug.-dic.2021    | Cagliari         | A                | 4          | 0          | CI              | 0               | 0               | -                  | -                  | -                  | -           | -           | -           | 4      | 0      |
| Totale Cagliari  | Totale Cagliari  | Totale Cagliari  | 131        | 31         |                 | 11              | 2               |                    | -                  | -                  |             | -           | -           | 142    | 33     |
| gen.-giu. 2022   | Benevento        | B                | 13         | 2          | CI              | -               | -               | -                  | -                  | -                  | -           | -           | -           | 13     | 2      |
| 2022-2023        | Benevento        | B                | 21         | 3          | CI              | 1               | 0               | -                  | -                  | -                  | -           | -           | -           | 22     | 3      |
| Totale Benevento | Totale Benevento | Totale Benevento | 34         | 5          |                 | 1               | 0               |                    | -                  | -                  |             | -           | -           | 35     | 5      |
| Totale carriera  | Totale carriera  | Totale carriera  | 354        | 67         |                 | 26              | 6               |                    | -                  | -                  |             | -           | -           | 385    | 73     |

## Palmarès
- Campionato italiano di Serie B: 1

Cagliari: 2015-2016